# Montitega
Montitega é um género de plantas com flores pertencentes à família Ericaceae.
A sua área de distribuição nativa é a Tasmânia.
Espécies:
- Montitega dealbata (R.Br.) CMWeiller